# Lycaeides parvalaria
Lycaeides parvalaria är en fjärilsart som beskrevs av Ruggero Verity 1946. Lycaeides parvalaria ingår i släktet Lycaeides och familjen juvelvingar. Inga underarter finns listade i Catalogue of Life.